# Centro nuoto di Mirandola
Il Centro nuoto di Mirandola è un impianto sportivo situato a Mirandola, in provincia di Modena.

## Storia
Il progetto del Centro nuoto di Mirandola venne avviato a metà degli anni 1970 dalla giunta comunale guidata dal sindaco Celso Gherardi. Pensato come un impianto a valenza sovracomunale, al pari del Centro nuoto di Vignola, le piscine di Mirandola vennero concepite come una struttura per lo sviluppo dello sport inteso come diritto di ogni cittadino per il miglioramento della qualità della vita propria e della collettività.
Il design della struttura venne affidata agli architetti modenesi Franca Stagi e Cesare Leonardi, già ideatori del parco Amendola a Modena e del centro sportivo di Vignola. I lavori di costruzione iniziarono nel 1975 e costarono complessivamente un miliardo e 508 milioni di lire, finanziati da mutui contratti presso la Cassa di risparmio di Mirandola, l'Istituto nazionale delle assicurazioni (INA) e l'Istituto per il credito sportivo.
L'edificio con le vasche coperte fu inaugurato il 21 agosto 1977 dal sindaco Benito Secchi, insieme all'assessore regionale allo sport, scuola e tempo libero Oreste Zurlini.
Tre anni dopo, l'area scoperta, con la vasca olimpionica e il grande parco alberato, fu aperta al pubblico il 22 giugno 1980. Il Centro nuoto di Mirandola riscotè da subito un grande successo di pubblico: nel successivo mese di agosto 1980 furono staccati oltre 17.500 biglietti d'ingresso.
A seguito del terremoto dell'Emilia del 2012 l'impianto ha subito diversi danni strutturali. Il 27 settembre 2014, dopo i lavori di ripristino ed adeguamento tecnologico costati 1,2 milioni di euro e finanziati dal Commissario delegato alla ricostruzione post-sisma, il Centro nuoto è stato riaperto con una cerimonia alla presenza del campione olimpico carpigiano Gregorio Paltrinieri, la cui famiglia è originaria di Mirandola. A seguito degli elevati costi di gestione e alla diminuzione degli utenti, le vasche esterne vennero chiuse nell'estate 2015. Nel 2017 il Centro nuovo venne affidato in concessione alla società cooperativa Coopernuoto di Carpi (amministrata dal padre del campione olimpico Gregorio Paltrinieri) per riqualificazione e gestione ventennale mediante finanza di progetto, con un importo di 25.125.280 euro, di cui 3,3 milioni di euro per i lavori. La struttura viene rivestita da un cappotto termico intonacato che, pur aderendo alle geometrie esistenti, nasconde le superfici originali in beton brut, mentre all'interno vengono realizzate partizioni interne per nuove sale da destinare ad altri sport. Il parco esterno viene ridotto e la piscina olimpionica ridimensionata e riqualificata con trampolini e scivoli; le grandi pavimentazioni circolari in cemento che disegnavano percorsi geometrici e zone di sosta immersi nel verde (elementi che si ritrovano anche nei progetti per il Centro Nuoto di Vignola e per Parco Amendola a Modena) sono state altresì rimosse. Il 30 settembre 2018 il centro nuoto rinnovato è stato riaperto al pubblico.
Nel 2023 la facciata ovest viene dipinta da un enorme murales in memoria del cestista Kobe Bryant, mentre viene realizzato un campo esterno per la pallacanestro.

## Architettura
Inaugurata tra il 1977 e il 1980, la struttura è stata progettata dagli architetti modenesi Cesare Leonardi e Franca Stagi in stile brutalista, con un massiccio uso del cemento a vista, coniugando il tema del parco urbano con quello delle attrezzature per lo sport e il tempo libero. Scopo di Leonardi fu "dare una nuova visibilità alle relazioni tra il contesto naturale e quello antropizzato": la sua architettura degli spazi chiusi o aperti nasceva infatti dallo studio scientifico del territorio esistente e tendeva a "rendere replicabile il metodo, ovvero il rispetto della regola, nell'accettare l'eccezione", per realizzare una struttura "aperta e sempre modificabile nel tempo, che cresce e si integra con il verde".
La facciata d'ingresso è caratterizzata da una forma a V che richiama lo scafo di una nave, mentre in tutto l'edificio sono presenti grandi finestre rotonde simili ad oblò. Il cemento armato a vista con cui è stata realizzata la struttura crea volumi aperti e architetture aperte e trasparenti grazie alle ampie pareti finestrate, in cui le vasche interne sono in continuità visiva con quelle esterne e il giardino alberato. Due gruppi di scale simmetriche sulla testata occidentale consentono di raggiungere il primo piano, dove sono collocati gli spogliatoi, i servizi e le tribune.
La struttura è inserita all'interno di un'area di 42.000 m², incluso un parco alberato con piante a sviluppo crescente (salici e querce) di 26.000 m², capaci di accogliere oltre 3.500 persone. Nel 2018 il parco è stato ridotto a 13.000 m².

## Caratteristiche tecniche
- Piscine interne:
  - Vasca 25 x 16,5 m (8 corsie), profondità 1,25 ÷ 1,70 m
  - Vasca 19,5 x 6 m (3 corsie), profondità 0,9 ÷ 1,3 m
- Piscina esterna:
  - Vasca polifunzionale con area nuoto da 25 m (3 corsie).

Fino al 2018 erano presenti nell'area esterna una piscina olimpionica da 50 x 25 metri (10 corsie, profondità 1,30 ÷ 2,00 m) e una piscina rotonda per bambini e relax (diametro 15 metri, profondità 50 cm).